# Vilhelm Blomgren
Pour les articles homonymes, voir Blomgren.
Carl « Vilhelm » John Blomgren, né le 17 juillet 1991 à Stockholm (Suède), est un acteur et chanteur suédois.

## Filmographie partielle

### Au cinéma
- 2019 :  Midsommar : Pelle
- 2020 : Min pappa Marianne (sv) : Jonathan
- 2020 : Viventu : Peter (court métrage)
- 2021 : La Dernière Lettre de son amant : Rob
- 2023 : Amours à la finlandaise (Neljä pientä aikuista)
- 2024 : Gudstjänst : Erik

### À la télévision
- 2019 : De dagar som blommorna blommar (sv) : Klassföreståndare (mini-série télévisée, 1 épisode)
- 2019 : Gösta (sv) : Gösta (série télévisée, 12 épisodes)
- 2022 : Clark : Tommy Lindström (mini-série télévisée, 6 épisodes)
- 2022 : Vuxna människor : Emil (série télévisée, 8 épisodes)
- 2022 : Försvunna människor : Teo (série télévisée, 6 épisodes)
- 2023 : Top Dog (sv) : Sebastian (série télévisée, 3 épisodes)
- 2023 : Slutet på sommaren (sv)  (série télévisée, 1 épisode)

## Récompenses et distinctions
- (en) Vilhelm Blomgren: Awards, sur l'Internet Movie Database